# Ocna de Fier
Ocna de Fier è un comune della Romania di 748 abitanti, ubicato nel distretto di Caraș-Severin, nella regione storica del Banato.
Località prettamente mineraria, le origini di Ocna de Fier sono legate a quelle della miniera, scoperta nel 1736: il comune nacque infatti come insediamento di minatori nel 1760, inserendosi sotto la giurisdizione del comune di Dognecea.
La miniera, già facente capo ad un ente statale dell'Impero austro-ungarico, viene ceduta nel 1855 alla St. E. G., che nel 1920 diventerà la UDR (Uzinele și Domeniile Reșița). La miniera è attualmente inattiva.
Ocna de Fier ha ottenuto lo status di comune nel 1956.